# Warsteiner

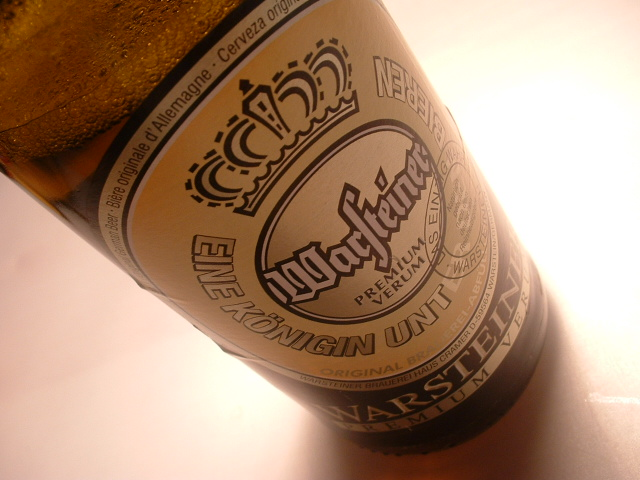
Warsteiner Premium Verum

Warsteiner är ett tyskt bryggeri och ölmärke från Warstein i Nordrhein-Westfalen.